# Dolmen del Mellizo
El Dolmen del Mellizo (también llamado Aceña Borrega, Anta de la Marquesa o Data III) es un dolmen ubicado en las inmediaciones de la localidad española de La Aceña de la Borrega, en el municipio de Valencia de Alcántara, en la provincia de Cáceres.
Forma parte del conjunto arqueológico de los Dólmenes de Valencia de Alcántara, declarado bien de interés cultural en 1992.
Es uno de los pocos dólmenes de Extremadura cuya cámara aún está cubierta por una horizontal que descansa sobre él, sobresaliendo de la cubierta. Si bien el dolmen está bastante desgastado, se conservan bien el breve pasillo (dos grupos de discos) y el acceso a la cámara a través de una piedra de umbral. El megalito se data en los milenios IV o III antes de Cristo y sigue el modelo megalítico que en la vecina Portugal se conoce como anta. Tiene losas de granito y cámara ovalada y se compone de ocho piedras de soporte o secundarias, varias de ellas ya rotas. Tiene un diámetro de alrededor de 3,0 m x 3,6 m y una Altura de unos 2,5 m.
Aunque el dolmen ya había sido saqueado, en la excavación arqueológica de 1985 de Primitiva Bueno Ramírez pudieron hallarse restos de ajuares funerarios como fragmentos de cerámica, puntas de flecha y otros objetos.
Hubo un dolmen de la misma especie en la zona, pero se perdió. A unos 300 metros de distancia se encuentran otros dos yacimientos arqueológicos: Data I y Data II. Este último está en mal estado, pero tiene una de las mayores cámaras.